# 固原北朝隋唐墓地
35°58′53″N 106°14′21″E / 35.98139°N 106.23917°E
固原北朝隋唐墓地，位于中华人民共和国宁夏回族自治区固原市原州区西南郊的开城镇小马庄、羊坊、深沟、大堡、王涝坝五个自然村和南塬一带，是指1980年代陆续发掘的一系列墓葬的总合。2013年，固原北朝隋唐墓地被列为全国重点文物保护单位。

## 概述

固原北朝隋唐墓地地图

1970年代后期以来，考古工作者对固原周围遗迹进行调查、发掘。先期调查发掘对象主要是城西、北郊的汉墓。1982年，固原文物工作站组织人力对西南郊北朝隋唐墓地进行调查，并于当年十月对唐史道德等两座墓葬进行发掘。1983年秋，宁夏博物馆、固原文物工作站联合对北周李贤夫妇墓进行发掘。1985年，固原博物馆对唐史索岩夫妇墓进行发掘。1987年，宁夏文物考古研究所固原工作站对隋史射勿等两座墓进行发掘。1993年，同上单位对北周宇文猛墓进行发掘。这些发掘工作受到学术界的广泛关注，考古学家宿白、安志敏等亲临现场指导:14。1981年出土于固原县城郊雷祖庙北魏墓的描金彩绘漆棺、漆棺画里的宴饮图、萨珊银币、波斯画风的漆棺画等都明显地表现出中亚文化、草原文化与中原文化的多元内涵与融合程度。1982年至1995年间在固原城南羊坊村、小马庄村、王涝坝村所在的这个被古人称为“陇山之足”的“百达原”上，相继发掘了9座隋唐墓葬，其中隋墓1座，唐墓8座。固原北朝和隋唐墓地，是一个跨越时代的墓葬群，布局相对集中:119。

## 分布

### 宇文猛墓
位于固原县南郊乡王涝坝村，墓主人为北周时人宇文猛。该墓于1993年被发掘，出土了近百件彩绘陶俑，不但有与战争相关的装甲骑俑，而且有胡俑，还有一些反映当时社会生活的陶灶庖厨用具:112-113。

### 北周李贤墓
位于固原县南郊，墓主人为北周大将军李贤及其夫人，1983年被发掘。出土的文物多为铜器，如铜坊、铜壶、铜灶、鎏金透雕人物铜铺首、透雕双龙铜佛饰件。此外是铁器，如铁刀、铁剑、马镫，还有银耳环、萨珊银币、金环等，尤其是漆棺上的精美漆画，被视为重大发现:33-34。漆棺画的内容，不同部位内容不同。棺盖边缘有象征天河的金色长河、修造华丽的房屋、穿戴高贵的东王父和西王母，伴以珍禽怪兽和仙人图案。漆棺前挡有墓主人生前的饮宴图，漆棺侧面有孝子图、狩猎图和联珠龟甲纹类的装饰性图案。从文化背景看，北魏描金彩绘漆棺墓所展示的内容，棺画的人物及图案明显地表现出草原游牧文化与中原农耕文化的融合。其中有四件波斯萨珊王朝的工艺品：鎏金银壶、凸钉装饰玻璃碗、镶嵌青金石金戒指、有刀鞘的环首铁刀:154-155。

### 北朝田弘墓
位于固原县西郊（今原州区开城镇）大堡村，墓主人为北周柱国大将军、原州刺史田弘。1996年由中国宁夏固原博物馆、宁夏文物考古研究所、北京大学、日本女子大学、滋贺县立大学等单位学者组成的中日原州联合考古队发掘。出土大量东罗马金币及玉钗、玉环、玉璜等珍贵文物:52-54。5枚金币中距今最早的一枚属拜占庭帝国列奥一世时期。此外还有数百枚玻璃珠、玻璃残片，对研究萨珊玻璃器传入中国有重大意义。自李贤墓到宇文猛墓为1.72千米，宇文猛墓到田弘墓为0.67千米。营造时间前后相距10年，宇文猛墓为北周保定五年（565年），李贤墓为北周天和四年（569年），田弘墓为北周建德四年（575年）:151-152。

### 史姓墓葬群
共有7座墓葬，墓主人为“昭武九姓”的后代:531，粟特人的后裔。1996年由中日原州联合考古队发掘。墓主人们以族聚的形式出现在固原历史上，也反映了在中西文化交流过程中西域人的汉化程度。在这些西域民族的墓葬中，同时出土了带有强烈中亚甚至西方文化色彩的文物，比如罗马金币、波斯银币等:151。这些墓葬分别为：
- 大隋正议大夫右领军骠骑将军史射勿墓（隋大业五年，609年）；
- 大唐故左亲卫史道洛墓（唐显庆三年，658年）；
- 大唐故朝请大夫平凉郡都尉史索岩与夫人安娘合葬墓（唐麟德元年，664年）；
- 唐游击将军、虢州刺史、直中书省史诃耽墓（唐总章二年，669年）；
- 唐司驭寺右十七监史铁棒墓（唐咸亨元年，670年）；
- 唐给事郎兰池正监史道德墓（唐仪风三年，678年）；
- 一座非史姓的大周处上梁元珍墓（唐圣历二年，699年）[7]:151。

另外，还有南塬上的诸多唐代中小型墓葬，其中唐M29中的两具人骨架，为男女合葬，经人骨鉴定，均为白种人:151-152。

## 保护
2005年9月15日，以固原西、南郊墓地名义，授予宁夏回族自治区文物保护单位。2013年，以固原北朝隋唐墓地名义，被列为全国重点文物保护单位:396。中国与哈萨克斯坦、吉尔吉斯斯坦联合申报世界文化遗产“絲綢之路：长安－天山廊道的路網”时，曾把固原北朝隋唐墓地作为中国境内首批26个申报点之一，但最终因环境整治不及时等原因此墓群未能入选。2015年，固原市启动了二次申报程序。2016年，在固原市“丝绸之路”申报世界文化遗产第二批扩展项目的实施中，固原市将恢复李贤墓、田弘墓、史索岩墓等主要墓葬墓冢，建成墓葬类国家考古遗址公园。